# 미나 (성우)
미나(美名, 1984년 2월 13일)는 일본의 여성 성우이다. 본명은 카사이 미나(葛西 美名)로, 프로덕션 에이스 소속.

## 경력, 인물
2006년에 애니맥스 공개 오디션에서 우승하여 성우로 데뷔하였다.
어린 여자아이나 소녀에서부터 성인 여성, 간혹 소년 목소리까지 소화할 수 있다. 처음 연기한 메인 캐릭터인 하늘의 유실물의 미츠키 소하라의 목소리와는 달리, 본래 목소리는 꽤 허스키한 듯 하다.

## 출연 작품
※주연 및 중요 캐릭터는 굵은 글씨로 표기.

### TV 애니메이션
2007년
- 수장기공 단쿠가 노바(소년, 여자 위병 1)

2009년
- 스즈미야 하루히의 우울(초등학교 여학생)
- 하늘의 유실물(미츠키 소하라)
- 파이트 일발 충전짱(기술 개발부원 A)

2010년
- 수호천사 히마리(아마카와 유우토[유년시절], 여학생, 뉴스 캐스터)
- 하늘의 유실물 F(포르테)(미츠키 소하라)

2011년
- 언젠가 천마의 흑토끼(시구레 하루카)
- 이나즈마 일레븐 GO(세토 미도리, 미야비노 레이이치)
- GOSICK(리, 학생 B, 유도소녀, 메이드, 엄마)
- 이것은 좀비입니까?(미하라 카나미, 간호사)
- 세계제일의 첫사랑(여사원, 여고생)
- 데드맨 원더랜드(타카시마 레이)
- 벨제부브(여러 여성 엑스트라)

2012년
- 타마곳치!(미도텟치)

### OVA
- 하늘의 유실물(미츠키 소하라)

### 극장판 애니메이션
- 극장판 하늘의 유실물 - 시계태엽장치의 엔젤로이드(미츠키 소하라)

### 음악 CD
- 하늘의 유실물 시리즈(미츠키 소하라)
  - 하늘의 유실물 캐릭터송 앨범, ~하늘의 음악제~
  - 하늘의 유실물 엔딩 테마 컬렉션

### 게임
2010년
- 하늘의 유실물 - 두근두근 여름방학(미츠키 소하라)

2011년
- 스즈미야 하루히의 추상
- 하늘의 유실물 F(포르테) - Dreamy Season(미츠키 소하라)